# Ochotnicze Bataliony VMRO
Ochotnicze bataliony VMRO (bułg. Доброволчески батальони ВМРО) – ochotnicze jednostki wojskowe złożone z probułgarskich Macedończyków pod koniec II wojny światowej.
W sierpniu 1943 r. Iwan Michajłow, przywódca Wewnętrznej Macedońskiej Organizacji Rewolucyjnej (VMRO), odbył w Niemczech serię spotkań z Adolfem Hitlerem, Heinrichem Himmlerem i innymi czołowymi działaczami hitlerowskimi. Ich tematem było m.in. sformowanie w greckiej części Macedonii dwóch lub trzech ochotniczych batalionów, złożonych z ideowych nacjonalistów słowiańskich, umundurowanych i uzbrojonych przez Niemców. W oczach I. Michajłowa miały one stanowić zaczątek przyszłych sił zbrojnych niezawisłego państwa macedońskiego. Niemcy natomiast zamierzali jedynie ich użyć do walk z partyzantką. Koordynatorem akcji tworzenia batalionów został mianowany przez Reichsführera SS SS-Sturmbannführer Heider. Jednocześnie w Sofii doszło do tajnych rozmów pomiędzy wysokimi funkcjonariuszami SD i SS a członkami Komitetu Centralnego VMRO.
W rezultacie w czerwcu 1944 r. w Kastorii, Florinie i Edessie (Wodenie) zostały utworzone trzy bataliony ochotnicze. Składały się one z członków milicji VMRO Ohrany, działającej na tych obszarach już od 1941 r. oraz ochotników spośród pro-bułgarskich miejscowych Macedończyków. Kadrę oficerską i podoficerską stanowili działacze VMRO przebywający wcześniej w Bułgarii. Zwierzchność operacyjną nad batalionami sprawowało SD. Wojskowo były podporządkowane dowództwu niemieckiego LXXXXI Korpusu Armijnego. Bułgarskie wojska okupujące północną Grecję i południową Serbię traktowały je jako oddziały sojusznicze.
1 Ochotniczy Batalion VMRO, stacjonujący w Kastorii, był dowodzony przez kpt. Iwana Motikarowa. Jego zastępcą został Hristo Łagadinow. Batalion liczył ok. 500 ludzi uzbrojonych w karabiny ręczne i karabiny maszynowe oraz kilka moździerzy. Stał się najlepszym i elitarnym oddziałem spośród pozostałych batalionów. 3 Ochotniczym Batalionem VMRO w Edessie dowodzili Georgi Dimczew (oficer bułgarskiej armii urodzony w okolicy) i Atanas Paszkow. Oddział liczył ponad 800 ludzi, częściowo aż z rejonów Wardaru. Jako ostatni został sformowany we Florinie 2 Ochotniczy Batalion VMRO. Do połowy sierpnia 1944 r. 1 i 3 Bataliony były już gotowe do walk, podczas gdy tworzenie i szkolenie 2 Batalionu jeszcze trwało. Wszyscy żołnierze batalionów byli umundurowani we włoskie mundury. Na czapkach nosili symbole VMRO – skrzyżowane piszczele z czaszką i z napisem Wolność albo Śmierć. Na rękawach mundurów mieli naszywki w kolorze czarno-czerwonym (kolory VMRO) z napisami: 1 Batalion – Ochotniczy Batalion Kastoria w żółtym kolorze, 2 Batalion – B.D.V. (Bułgarsko-Macedońscy Ochotnicy Woden).
W czerwcu 1944 r. przedstawiciele VMRO prowadzili rozmowy z Niemcami w sprawie utworzenia w Wardarze jeszcze czwartego batalionu, a ze wszystkich jednostek ochotniczego korpusu, w skład którego weszłyby też oddziały milicji VMRO Ohrany z obszaru greckiej Macedonii. Powoływali się na umowę zawartą przez I. Michajłowa z przywódcami III Rzeszy. Rozmowy zakończyły się jednak niepowodzeniem.
Macedończycy uczestniczyli wespół z niemieckimi wojskami okupacyjnymi w operacjach antypartyzanckich wymierzonych przede wszystkim w lewicową partyzantkę grecką ELAS. Jako pierwsza w walkach wzięła udział wzmocniona kompania ze składu 1 Batalionu, dołączona do 4 Dywizji Grenadierów Pancernych SS Polizei. Do walki z ochotniczymi batalionami VMRO i oddziałami Ohrany ELAS zmobilizowała wszystkie swoje siły, jakimi dysponowała na tym obszarze, w tym greckich, słowiańskojęzycznych Macedończyków, wrogich Bułgarii. Rozpoczęli coraz silniej atakować wsie i miejscowości, z których pochodzili ochotnicy do batalionów. Od 3 lipca 1944 r. w północnej części Gór Pindos 1 i 2 Ochotnicze Bataliony VMRO oraz część 3 Batalionu uczestniczyły wraz z niemieckimi jednostkami, albańskimi oddziałami balistów i trzema greckimi batalionami bezpieczeństwa w ostatniej operacji antypartyzanckiej pod kryptonimem „Kamienny Orzeł”. W rezultacie oddziały ELAS zostały częściowo rozbite, a częściowo zmuszone do odwrotu. Lewicowa partyzantka szybko odbudowała jednak swoje siły. Od końca sierpnia 1944 r. ponownie zaczęła atakować macedońskie wsie. 31 sierpnia w zasadzce ELAS zginęło 22 macedońskich żołnierzy i 2 oficerów oraz niemiecki oficer łącznikowy, którzy jechali do 1 Batalionu w Kastorii. We wrześniu podczas obrony Edessy przed atakiem partyzantów zostały zniszczone dwie kompanie VMRO.
Po przejściu Bułgarii na stronę aliantów, a następnie wycofaniu się Niemców z Grecji pod koniec 1944 r. ochotnicze bataliony VMRO wraz z oddziałami Ohrany zostały szybko rozbite przez wyzwoleńczą partyzantkę grecko-macedońską.